# Forest-Saint-Julien
Pour les articles homonymes, voir Forest et Saint-Julien.
Forest-Saint-Julien est une commune française située dans le département des Hautes-Alpes en région Provence-Alpes-Côte d'Azur.

## Géographie
La commune de Forest-Saint-Julien est située dans le Champsaur, sur la rive gauche du Drac, entre la plaine de Chabottes,dont elle est séparée par le ruisseau d'Ancelle, et Saint-Laurent-du-Cros, dont elle est séparée par le torrent de Riou.
Le village proprement dit est à une altitude de 1045 mètres, à proximité du Drac. Mais la commune s'étend vers le sud jusqu'au Puy de Manse, qui culmine à 1637 mètres. Le hameau de Manse, qui se situe approximativement au centre de la commune, et où se trouve la mairie, est à 1165 mètres, et de nombreuses habitations sont dispersées sur les hautes plaines jusqu'à 1300 mètres d'altitude.

### Climat
Pour des articles plus généraux, voir Climat de Provence-Alpes-Côte d'Azur et Climat des Hautes-Alpes.
En 2010, le climat de la commune est de type climat des marges montargnardes, selon une étude du Centre national de la recherche scientifique s'appuyant sur une série de données couvrant la période 1971-2000. En 2020, Météo-France publie une typologie des climats de la France métropolitaine dans laquelle la commune est exposée à un climat de montagne ou de marges de montagne et est dans la région climatique Alpes du sud, caractérisée par une pluviométrie annuelle de 850 à 1 000 mm, minimale en été.
Pour la période 1971-2000, la température annuelle moyenne est de 8,4 °C, avec une amplitude thermique annuelle de 16,5 °C. Le cumul annuel moyen de précipitations est de 1 054 mm, avec 7,8 jours de précipitations en janvier et 6 jours en juillet. Pour la période 1991-2020, la température moyenne annuelle observée sur la station météorologique de Météo-France la plus proche, « Saint-Bonnet Champsaur », sur la commune de Saint-Bonnet-en-Champsaur à 7 km à vol d'oiseau, est de 8,9 °C et le cumul annuel moyen de précipitations est de 1 085,8 mm. 
La température maximale relevée sur cette station est de 35 °C, atteinte le 28 juillet 2005 ; la température minimale est de −19 °C, atteinte le 12 janvier 1987,,.
Les paramètres climatiques de la commune ont été estimés pour le milieu du siècle (2041-2070) selon différents scénarios d'émission de gaz à effet de serre à partir des nouvelles projections climatiques de référence DRIAS-2020. Ils sont consultables sur un site dédié publié par Météo-France en novembre 2022.

## Urbanisme

### Typologie
Au 1er janvier 2024, Forest-Saint-Julien est catégorisée commune rurale à habitat dispersé, selon la nouvelle grille communale de densité à 7 niveaux définie par l'Insee en 2022.
Elle est située hors unité urbaine. Par ailleurs la commune fait partie de l'aire d'attraction de Gap, dont elle est une commune de la couronne,. Cette aire, qui regroupe 73 communes, est catégorisée dans les aires de 50 000 à moins de 200 000 habitants,.

### Occupation des sols
L'occupation des sols de la commune, telle qu'elle ressort de la base de données européenne d’occupation biophysique des sols Corine Land Cover (CLC), est marquée par l'importance des territoires agricoles (68,5 % en 2018), en augmentation par rapport à 1990 (64,8 %). La répartition détaillée en 2018 est la suivante : 
prairies (35,6 %), zones agricoles hétérogènes (26,7 %), forêts (18,6 %), milieux à végétation arbustive et/ou herbacée (12,4 %), terres arables (6,2 %), espaces ouverts, sans ou avec peu de végétation (0,6 %).
L'évolution de l’occupation des sols de la commune et de ses infrastructures peut être observée sur les différentes représentations cartographiques du territoire : la carte de Cassini (XVIIIe siècle), la carte d'état-major (1820-1866) et les cartes ou photos aériennes de l'IGN pour la période actuelle (1950 à aujourd'hui).

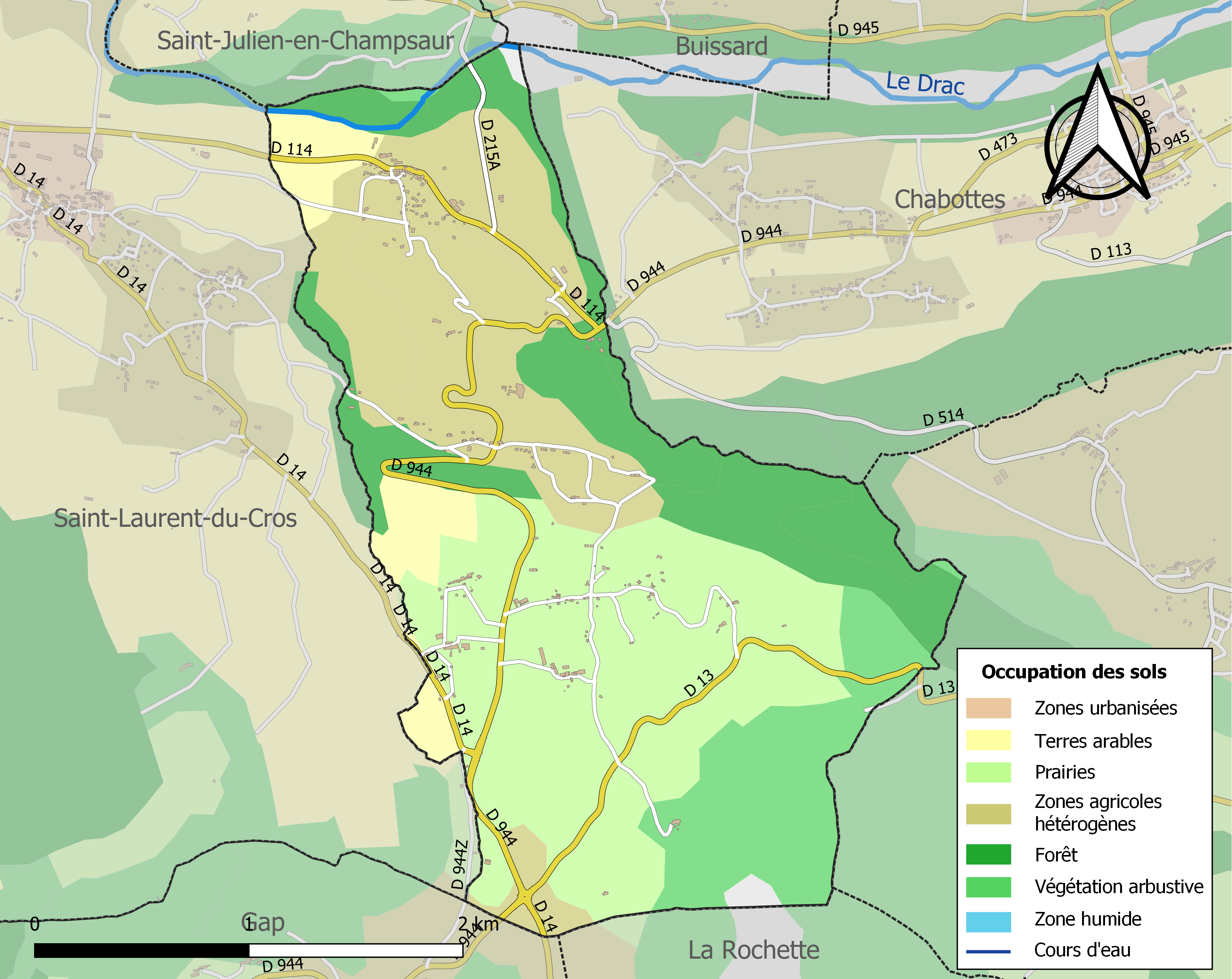
Carte de l'occupation des sols de la commune en 2018 (CLC).

## Toponymie
Le nom de la localité est attesté sous le simple toponyme latin Forestum en 1406, Foresti Sancti Juliani en 1506.
Forest-Sant-Julian en occitan vivaro-alpin.
Le Forest vient du latin foras, qui a donné fora en occitan. Ce nom signifie « hors de », et désigne les constructions érigées entre les habitations permanentes et les zones d'estivage, ce mot désigne très souvent une cabane de berger, isolée et éloignée du village ou paroisse dont elle dépendait. À ne pas confondre avec l'occitan la forest, qui désigne la forêt mais qui n'est pas utilisé dans les Hautes-Alpes où on désigne la forêt par le bosc.
Sant-Julian fait référence à saint Julien.

## Personnalités liées à la commune
Sébastien Ogier, pilote de rallye français, 8 fois champion du monde des rallyes en 2013, 2014, 2015, 2016, 2017, 2018, 2020 et 2021.

## Politique et administration
| Période   | Période   | Identité      | Étiquette | Qualité     |
| --------- | --------- | ------------- | --------- | ----------- |
| mars 2001 | mars 2008 | Jean Garnier  |           |             |
| mars 2008 | En cours  | Fabrice Borel | UMP-LR    | Agriculteur |

## Population et société

### Démographie
L'évolution du nombre d'habitants est connue à travers les recensements de la population effectués dans la commune depuis 1793. Pour les communes de moins de 10 000 habitants, une enquête de recensement portant sur toute la population est réalisée tous les cinq ans, les populations de référence des années intermédiaires étant quant à elles estimées par interpolation ou extrapolation. Pour la commune, le premier recensement exhaustif entrant dans le cadre du nouveau dispositif a été réalisé en 2008.

En 2022, la commune comptait 344 habitants, en évolution de +6,5 % par rapport à 2016 (Hautes-Alpes : +0,4 %, France hors Mayotte : +2,11 %).
| 1793 | 1800 | 1806 | 1821 | 1831 | 1836 | 1841 | 1846 | 1851 |
| ---- | ---- | ---- | ---- | ---- | ---- | ---- | ---- | ---- |
| 309  | 267  | 353  | 413  | 441  | 465  | 475  | 508  | 508  |

| 1856 | 1861 | 1866 | 1872 | 1876 | 1881 | 1886 | 1891 | 1896 |
| ---- | ---- | ---- | ---- | ---- | ---- | ---- | ---- | ---- |
| 538  | 537  | 543  | 534  | 562  | 528  | 513  | 522  | 445  |

| 1901 | 1906 | 1911 | 1921 | 1926 | 1931 | 1936 | 1946 | 1954 |
| ---- | ---- | ---- | ---- | ---- | ---- | ---- | ---- | ---- |
| 418  | 417  | 426  | 393  | 385  | 364  | 356  | 300  | 263  |

| 1962 | 1968 | 1975 | 1982 | 1990 | 1999 | 2006 | 2008 | 2013 |
| ---- | ---- | ---- | ---- | ---- | ---- | ---- | ---- | ---- |
| 227  | 231  | 197  | 177  | 178  | 218  | 263  | 276  | 298  |

| 2018 | 2022 | - | - | - | - | - | - | - |
| ---- | ---- | - | - | - | - | - | - | - |
| 333  | 344  | - | - | - | - | - | - | - |

## Culture locale et patrimoine

### Lieux et monuments
- Église Saint-Louis-Roi-de-France de Forest-Saint-Julien.
- Chapelle Saint-Antoine du Forest.

Toutes les curiosités décrites ici ont été balisées sur le terrain et reliées entre elles par un « sentier de découverte » à l'initiative d'une association locale.

#### La «voie romaine»
On appelle ainsi un chemin, pavé par endroits, qui descend du col de Manse vers le Drac en traversant la commune de Forest-Saint-Julien.

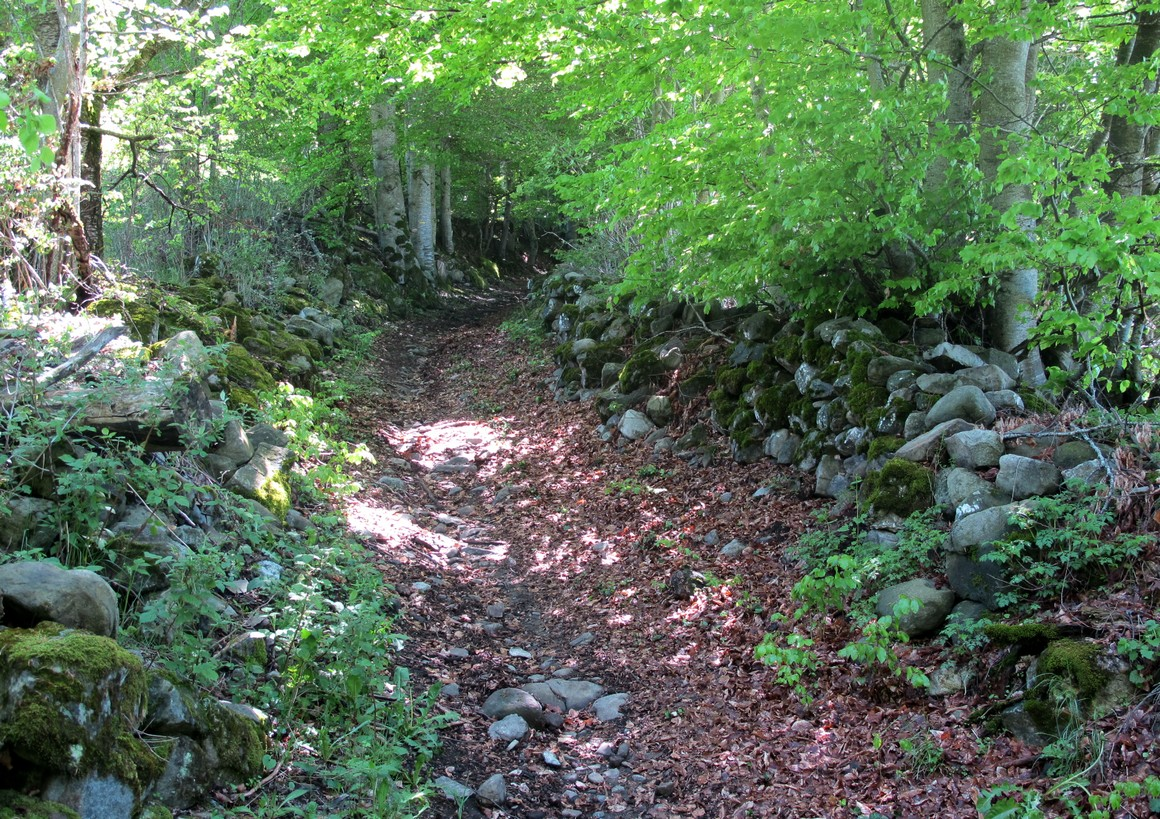
La « voie romaine » à Manse

Les historiens n'attestent aucune voie romaine à proprement parler dans le Champsaur : la plus proche, la via Domitia, qui reliait le col de Montgenèvre à la basse vallée du Rhône, passait par Gap,. Cependant les Romains aménageaient des voies secondaires pour sécuriser leurs déplacements les plus fréquents autour des voies principales. Comme il est avéré qu'ils traversaient le Champsaur pour relier la vallée de la Durance à la région grenobloise, la présence d'une « voie » d'importance secondaire est plausible.
Joseph Roman évoque une voie qui « s'embranchait sur la voie Domitia à Ictodurum (aujourd'hui le Vieux-Manse, commune de la Rochette), traversait le Drac, et allait rejoindre aux environs de Saint-Firmin la voie de Briançon à Mens. ». Si cette thèse était confirmée, et surtout si son itinéraire pouvait être précisé, il pourrait s'agir de cette « voie romaine ».
Une autre hypothèse est qu'il s'agirait d'une de ces nombreux « chemins de Rome » (camins roumieus en occitan), grands chemins parcourus par les « routiers » du Moyen Âge en Occitanie.

#### Le «chemin des morts»
Cet autre chemin descend aussi des hauteurs de la commune jusqu'au Drac, mais son histoire est tout autre.
À la fin du Moyen Âge, le forest de Saint-Julien et le hameau de Manse dépendaient de la paroisse de Saint-Julien, située sur l'autre rive du Drac. Lorsqu'il y avait un mort au forest ou à Manse, il fallait le descendre en carriole jusqu'au pont sur le Drac, après lequel se trouvait le cimetière paroissial. Le trajet n'était pas facile, et un chemin fut spécialement aménagé pour ces transports.
Il fallut qu'un crue du Drac emporte le pont pour que les habitants de la rive gauche obtiennent d'avoir leur église et leur cimetière, avant de devenir une commune au sens actuel du terme.
Mais le chemin a gardé son nom.

#### Les aqueducs du ruisseau d'Ancelle
Forest-Saint-Julien, comme les communes voisines, était parcourue par de nombreux canaux. Le canal de Pont-du-Fossé et le canal de Gap, deux des principaux canaux de la région, arrivaient tous deux de l'est, et devaient, à l'entrée de la commune, franchir le ravin du ruisseau d'Ancelle. Pour chacun d'eux un aqueduc a été construit.
Celui du canal de Pont-du-Fossé, le plus ancien, est proche de Pont-de-Frappe. Construit entre 1869 et 1882, il a cessé d'être utilisé en 1969. C'est un pont en maçonnerie en pierres de taille de moyen appareil de 70 mètres de longueur. Il comporte deux avant-ponts et six arches de plein cintre, dont la principale a 5 mètres d'ouverture et domine le torrent de 9 mètres. Le canal passait au sommet à l'air libre. L'ouvrage, fortement détérioré, a été entièrement restauré entre 2009 et 2013 à l'initiative d'une association locale, avec l'aide des collectivités publiques (communes, département, région, état) et de quelques mécènes. Interdit d'accès pendant plusieurs années, il est désormais proposé à la visite dans le cadre des parcours de découverte du « Pont blanc », sous le nom d'« Aqueduc des Gorges ».

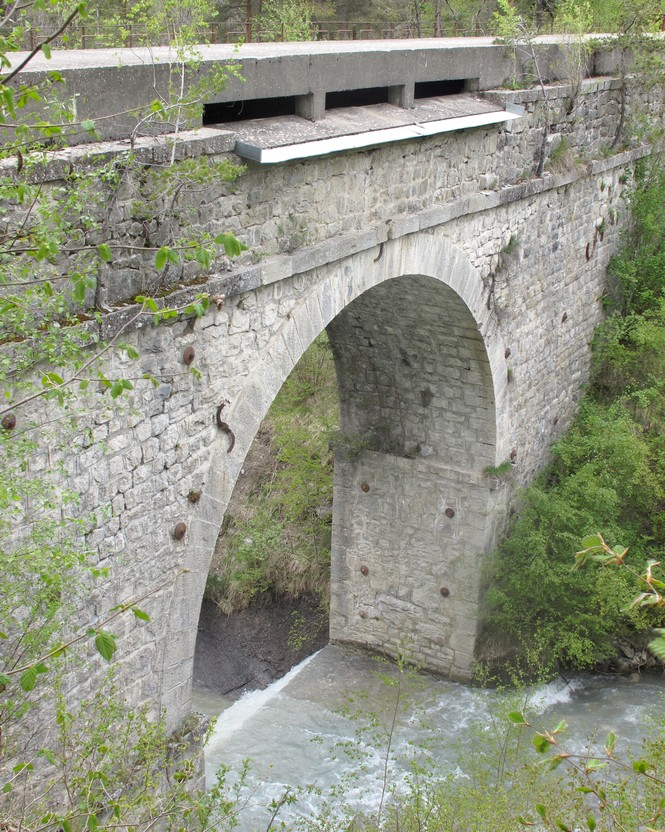
Le pont-canal du canal de Gap.

Celui du canal de Gap (le seul canal du Champsaur toujours en activité) est de plus petite dimension. C'est une simple structure linéaire, où la conduite, couverte, est portée par une arche unique en maçonnerie. Il est situé à 1 kilomètre en amont de celui de Pont-du-Fossé, dans une zone moins accessible, et on ne peut pas le voir d'en-dessous, ce qui limite encore son intérêt touristique. Par contre on peut le parcourir, et sa traversée peut faire partie d'un itinéraire dans le vallon.

#### La «gare» et le «chemin de fer»
Au début du XXe siècle, la ville de Gap et les communes du Champsaur s'unirent pour construire, avec l'aide de l'État, une voie ferrée qui devait rejoindre à Corps la ligne du chemin de fer de la Mure, réalisant ainsi une liaison vers Grenoble. Il s'agissait d'une ligne à voie métrique, plus facile à installer dans ce relief difficile.

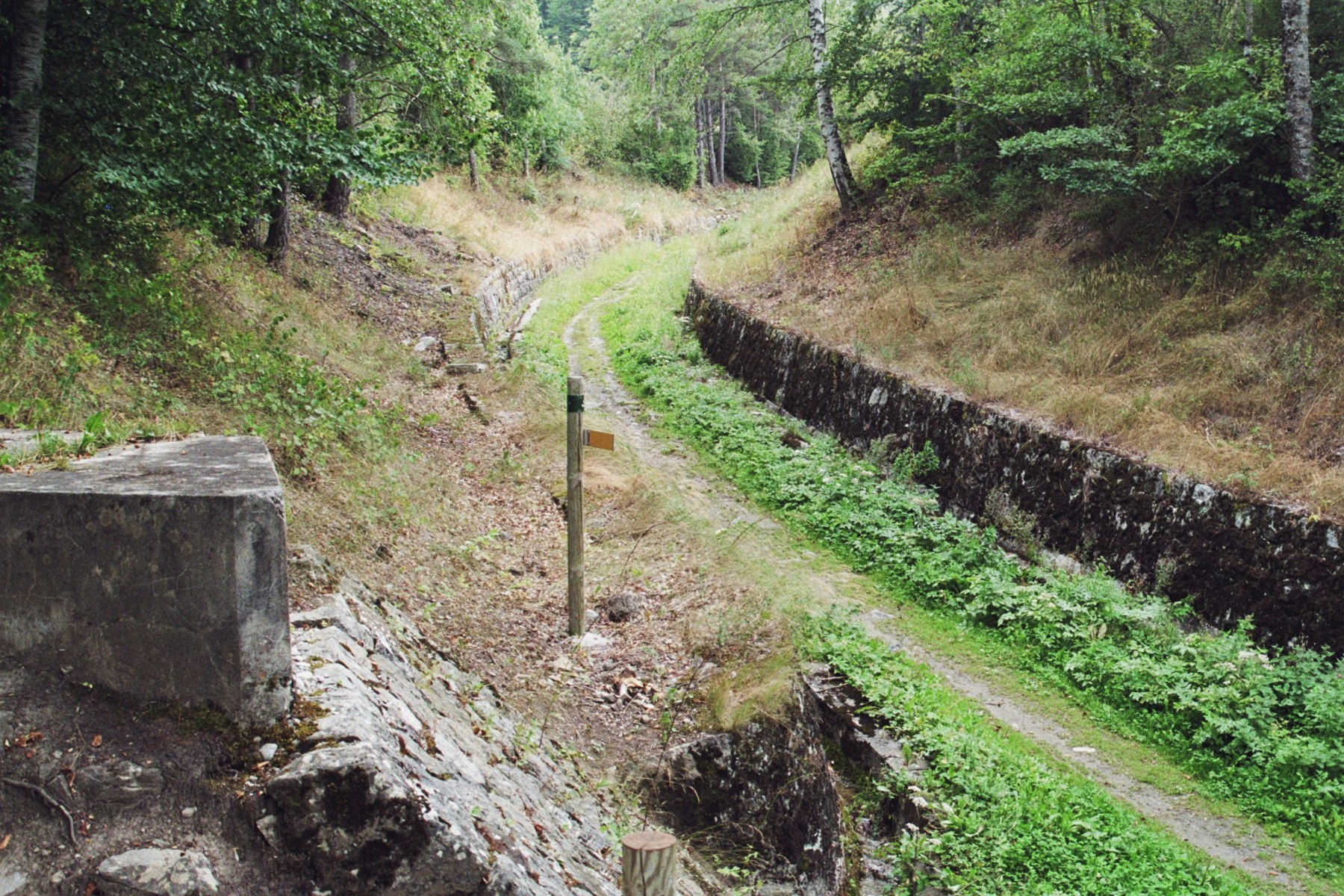
La tranchée du "chemin de fer" près de la "gare" de Forest-Saint-Julien (août 2007) ; à gauche, l'amorce d'un siphon faisant passer un canal sous la ligne.

Dès 1906, les travaux avaient commencé entre Gap et le col de Manse (altitude 1269 mètres). En 1913, la construction de la descente du col jusqu'à la vallée du Drac fut entreprise. Longeant d'abord la route en direction du nord-ouest, la voie—ou du moins la plateforme—contournait Serre-Richard (commune de Saint-Laurent-du-Cros), et, faisant un crochet vers l'est, revenait vers Forest-Saint-Julien par une ligne droite comportant deux petits viaducs, sur le Riou Gras et sur le Riou Faubert, suivie d'une boucle de 180 degrés en tranchée, qui débouchait à l'emplacement de la future « gare de Pont-de-Frappe ». De là elle allait rejoindre la route nationale au pied du col Bayard (Brutinel, altitude 1000 mètres).
La Première Guerre mondiale interrompit les travaux. Mais il restait encore fort à faire pour atteindre Corps, et l'heure n'était plus aux investissements coûteux dans les voies ferrées d'intérêt secondaire. En 1928, au moment même où le SG-LM atteignait Corps, la construction du tronçon sud fut suspendue par le Ministère. La ligne n'atteignit jamais Corps, rendant inutiles tous les travaux préparatoires réalisés dans le Champsaur.
La plateforme, avec sa tranchée en courbe et ses deux viaducs intacts, est aménagée pour la promenade.

#### Le bois du «pas de l'ours»
On raconte que, en l'an 605, alors que saint Arey, évêque de Gap, revenant de Rome, descendait du col de Freissinières, son attelage fut attaqué par un ours, qui tua l'un des bœufs qui le tirait. Arey ordonna alors à l'animal de prendre sous le joug la place du bœuf disparu. L'ours, docile, se laissa atteler, et Arey arriva à Gap dans cet équipage original. Reconnaissant à l'animal qui finalement ne l'avait guère dérangé, il le libéra. L'ours partit se réfugier dans les bois sous le col de Manse.
Le canal de Pont-du-Fossé quittait la commune dans ce même bois, en passant sur un pont-canal qui a été conservé et est accessible.

### Personnalités liées à la commune
- Saint Arey, évêque de Gap de 579 à 614.
- Sébastien Ogier, octuple champion du monde des rallyes WRC.

### Héraldique
| Blason de Forest-Saint-Julien | Blason  | De gueules à un renard ravissant d'or.           |
| Blason de Forest-Saint-Julien | Détails | Le statut officiel du blason reste à déterminer. |